# Fokida
Fokida (Grieks Φωκίδα, Fokída; Oudgrieks Φωκίς, Phokis; Latijn Phocis) is een historische Griekse landstreek en was een departement (nomos) in de Griekse regio Centraal-Griekenland. De hoofdstad is Amphissa en het departement had 48.284 inwoners (2001).

## Geografie
Het departement is een van de minst bevolkte departementen van Griekenland. In het westen ligt het departement Etolia-Akarnania, in het noorden Fthiotis, in het oosten Boeotië en in het zuiden de Golf van Korinthe. Belangrijke plaatsen in het moderne Fokida zijn de hoofdstad Amphissa, Delphi, nabij de grens met Boeotië, Galaxidi en Itea.
De meeste dorpen zijn in het zuiden, zuidwesten en westen te vinden, vooral in het gebied tussen Amphissa en Itea. Het noorden en het oosten zijn minder bevolkt.
Het grootste deel van het zuiden en het oosten is ontbost, en rotsachtig en bergachtig, met de belangrijkste vallei tussen Amphissa en Itea. In het oosten bevinden zich de uitlopers van de Parnassus. Het westen, midden en noorden zijn bebost en hier bevinden zich de zuidelijke delen van het Pindosgebergte. In dit gebied ligt ook een stuwmeer in de rivier de Mornos.

## Geschiedenis
De vroegste geschiedenis van Phocis blijft vrij duister.
Tijdens de Perzische invasie (480 v.Chr.) sloten de bewoners van Phocis zich aanvankelijk aan bij het algemene Griekse verzet, maar wegens hun onbesliste houding in de Slag van de Thermopylae verloren zij op dit punt het vertrouwen bij de andere Griekse staten. In de Slag bij Plataeae stonden zij zelfs openlijk aan de kant van de Perzen. In 457, na een poging om hun invloed uit te breiden tot in de bovenloop van de (Boeotische) Cephisus, in Dorisch grondgebied, werden zij geconfronteerd met een Spartaanse legereenheid die tot in Phocis doordrong met de bedoeling "het moederland van alle Doriërs" te verdedigen. Een gelijkaardige poging in 448 v.Chr., ditmaal gericht tegen Delphi, werd opnieuw door de Spartanen verijdeld (zie onder Tweede Heilige Oorlog), maar een tijdje later werd het heiligdom toch ingenomen door de hulp van de Atheners, met wie Phocis in 454 een bondgenootschap had gesloten. Het toenemende verval van de Atheense landmacht verzwakte echter ook dit bondgenootschap, en ten tijde van de Peloponnesische Oorlog stond Phocis geheel aan de zijde van de Spartanen, en verloor het de controle over Delphi.
In de 4e eeuw v.Chr. werd Phocis voortdurend bedreigd door zijn Boeotische buren. Het hielp zijn Spartaanse bondgenoten bij een invasie van Boeotië tijdens de zogenaamde Korinthische Oorlog (395/394 v.Chr.), maar stond nadien in het defensief. In 380 kregen de Phociërs tevergeefs steun van Sparta; zij bezweken uiteindelijk toch voor de Thebaanse overmacht. Een Phocische troepenmacht nam onder dwang deel aan de campagnes van Epaminondas in de Peloponnesus. Phocis nam echter geen deel aan de (Tweede) Slag bij Mantinea (362) waar zij buiten werd gehouden.

Als reactie op deze vernedering lokten de Phociërs vervolgens de Derde Heilige Oorlog (355 v.Chr.) uit, waarbij zij, met het geld van het Delphische heiligdom én onder de bezielende leiding van twee bekwame legeraanvoerders, Philomelus en Onomarchus aanvankelijk succes kenden. Het resultaat van deze oorlog was echter dat zij zich uiteindelijk in 346 v.Chr. aan Philippus van Macedonië moesten overleveren. Ze kregen een Macedonische bezetting én zeer zware sancties opgelegd.
Reeds in 339 begonnen de Phociërs zich te herstellen, waardoor zij het volgende jaar in staat waren mee te vechten tegen Philippus in Chaeronea. In 323 namen zij opnieuw deel aan de Lamische Oorlog tegen Antipater, en in 279 hielpen zij nog de pas van Thermopylae verdedigen tegen de invallende Galliërs onder ene Brennus.
Sindsdien liet Phocis nog weinig van zich horen. Gedurende de 3e eeuw v.Chr. kwam het eerst in handen van Macedonië, vervolgens van de Aetolische Bond, waarbij het in 196 v.Chr. officieel aansloot. Onder de Romeinse overheersing zou Augustus de relatieve autonomie van Phocis herstellen. Hij schonk het opnieuw zijn vertegenwoordiging in de Delphische Amphictionie, die het in 346 was verloren, en integreerde het in een vernieuwde Achaeïsche Bond. Onder de regering van keizer Trajanus werd er voor het laatst over Phocis gehoord.

## Bevolking
Het departement Fokida had op 22 oktober 2021 naar schatting 36.210 inwoners, een daling van ruim 4.000 personen ten opzichte van 40.343 inwoners in 2011 (oftewel: -10,2%). In 2021 was er een lichte mannenoverschot: er woonden toen 18.272 mannen en 17.938 vrouwen. Ongeveer twee derde deel van de bevolking leefde in Delphi - 24.160 personen - terwijl er in Dorida 12.050 personen leefde.
Volgens Eurostat had Fokida in 2020 het laagste vruchtbaarheidscijfer in de Europese Unie. Het gemiddeld kindertal per vrouw bedroeg slechts 0,77 kinderen per vrouw (ongeveer de helft van het Europese gemiddelde van 1,50 kinderen per vrouw).

## Plaatsen[4]
Door de bestuurlijke herindeling (Programma Kallikrates) werden de departementen afgeschaft vanaf 2011. Het departement “Fokida” werd een regionale eenheid (perifereiaki enotita). Er werden eveneens gemeentelijke herindelingen doorgevoerd, in de tabel hieronder “GEMEENTE” genoemd.
| Plaats                | Hoofdplaats (vroeger) | Postcode | GEMEENTE          | Hoofdplaats van de gemeente |
| --------------------- | --------------------- | -------- | ----------------- | --------------------------- |
| Amfissa               |                       | 331 00   | Delphi (gemeente) | Delphi                      |
| Delphi                |                       | 330 54   | Delphi (gemeente) | Delphi                      |
| Desfina               |                       | 330 50   | Delphi (gemeente) | Delphi                      |
| Efpalio               |                       | 330 56   | Dorida            | Lidoriki                    |
| Galaxidi              |                       | 330 52   | Delphi (gemeente) | Delphi                      |
| Gravia                |                       | 330 57   | Delphi (gemeente) | Delphi                      |
| Itea                  |                       | 332 00   | Delphi (gemeente) | Delphi                      |
| Kallii                | Mavrolithari          | 330 63   | Delphi (gemeente) | Delphi                      |
| Lidoriki              |                       | 330 53   | Dorida            | Lidoriki                    |
| Parnassos (Parnassus) | Polydroso             | 330 51   | Delphi (gemeente) | Delphi                      |
| Tolofona              | Eratini               | 330 58   | Dorida            | Lidoriki                    |
| Vardousia             | Krokylio              | 330 61   | Dorida            | Lidoriki                    |

Acarnanië · Achaea · Aenianië · Aetolië · Aperantië · Arcadië · Argolis · Athamanië · Attica · Boeotië · Chalkidiki · Chaonië · Dassaretië · Dolopië · Doris · Elis · Epirus · Evia · Histiaeotis · Korinthië · Laconië · Lokris · Macedonië · Magnesië · Malis · Megaris · Messenië · Molossis · Mygdonië · Oetaea · Parauaea · Pelagonië · Pelasgiotis · Perrhaebië · Phocis · Phthiotis · Piërië · Thesprotië · Thessaliotis · Thessalië · Tymphaea